# David Vavruška
David Vavruška (* 14. září 1972, Opava) je český fotbalový trenér.

## Trenérská kariéra
Jeho první trenérské angažmá v Gambrinus lize bylo v týmu 1. FK Příbram, kde působil jako hlavní trenér v letech 2011–2012. Příbram v té době hrála pohledný ofenzivní fotbal, dala 44 branek a umístila se na úspěšném (vzhledem k prognózám) 9. místě.
V následují sezoně se mu již nedařilo na tento úspěch navázat, a proto byl po sérii neúspěšných zápasů odvolán. Hned byl ale angažován v 2. lize v SFC Opava s úkolem zachránit tým v soutěži. To se mu nepodařilo.
V dubnu 2014 se stal nástupcem Jaroslava Šilhavého u fotbalového A-týmu FC Slovan Liberec, který dovedl na konečné 4. místo a zajistil mu pro příští sezónu start v předkolech Evropské ligy UEFA. Po sezoně 2013/14 jej nahradil ve funkci hlavního kouče Slovák Samuel Slovák a Vavruška se vrátil k juniorskému týmu Liberce.
V březnu 2015 se opět vrátil k libereckému A-týmu po odvolání trenérské dvojice Kotrba-Csaplár. Během krátké doby dokázal tým herně i výsledkově zvednout, udržel ho v první lize a v květnu 2015 s ním vyhrál český pohár 2014/15. Získal ocenění „Trenér měsíce Synot ligy“ za duben 2015.
Po sezóně 2014/15 se stal trenérem FK Teplice, kde nahradil Petra Radu. Tým ale celou sezónu hrál ve spodní polovině tabulky a se získanými 30 body obsadil 12. místo. Na konci května 2016 po vzájemné dohodě od týmu odstoupil.
Dne 20. prosince 2016 oznámila FK Viktoria Žižkov jeho angažování. Tým poté dovedl ke konečnému 9. místu druholigové tabulky. V následující sezoně u mužstva, po nepřesvědčivých výsledcích, na vlastní žádost skončil.

## Úspěchy

### Trenérské
FC Slovan Liberec
- vítěz českého poháru 2014/15[3]

### Individuální
1x trenér měsíce Synot ligy: 2014/2015